# Verónica Sánchez
Verónica Sánchez est une actrice espagnole née le 1er juillet 1977 à Séville.

## Biographie
Verónica Sánchez Calderón est connue pour avoir interprété Eva, la fille de la professeur institutrice Lucia Capdevila, dans La Famille Serrano. Elle intègre en 2014 le casting de la série Sin Identidad sur Antena 3. Elle y incarne Amparo, une jeune femme qui n'a pas été épargnée par la vie et qui est prête à tout pour sortir de la rue. Dans, la saison 2 qui marque le final de la série, Veronica Sanchez interprète une Amparo métamorphosée qui séduit toutes les critiques. Malgré l'engouement d'un groupe de français sur les réseaux sociaux, la fiction reste inédite en France, mais les producteurs espèrent qu'une chaîne française sera intéressée.

## Filmographie sélective

### Cinéma
- 2003 : Al sur de Granada
- 2004 : Mirados
- 2004 : El año de la garrapata
- 2005 : El Calentito
- 2005 : Camarón
- 2005 : Los 2 lados de la cama (Queen Size Bed)
- 2006 : Mia Sarah
- 2007 : Las 13 rosas
- 2007 : Zenitram
- 2009 : Gordos
- 2011 : La lección de pintura
- 2012 : La montaña rusa

### Télévision
- 2005-2006 : La Famille Serrano
- 2006 : Genesis : L'Origine du crime (saison 1)
- 2011 : 14 de abril. La República (série télévisée)
- 2013 : Gran Reserva: El origen (saison 1)
- 2014-2015 : Sin Identidad[1] (saison 1 et 2)
- 2016 : El Caso: Crónica de sucesos  (saison 1)
- 2017 : Tiempos de guerra (saison 1)
- 2019 : El Embarcadero
- 2021 : Sky Rojo

## Théâtre
- 1996 : Un espíritu burlón de Noel Coward
- 1997 : Tierra
- 1998 : Lorca a escena
- 1999 : El zapatito mágico
- 1999 : Fin
- 2001 : Don Juan en los ruedos de Salvador Távora
- 2002 : Bodas de sangre